# Gloria Cumper
Gloria Claire Cumper (* 1922 in Kingston, Jamaika; † 1995) war eine jamaikanische Rechtsanwältin, Pädagogin und Sozialreformerin. Sie war die erste Afroamerikanerin, die am Girton College der University of Cambridge studierte.

## Leben und Werk
Cumper war die Tochter von dem Landvermesser W.A. Carpenter und wurde an der Wolmer's School und der St. Hilda's Diocesan High School ausgebildet.  1936 zog sie von Jamaika nach England, wo sie die Mary Datchelor School in London besuchte. Durch den Ausbruch des Zweiten Weltkriegs war es schwierig, für eine Rechtswissenschaftsausbildung in die London Inns of Court für eine notwendige Mitgliedschaft aufgenommen zu werden. Sie studierte daher an der University of Toronto in Kanada, wo unter Kriegsbedingungen karibischen Studenten das Studium ermöglicht war. Sie erwarb dort den Bachelor of Arts in Rechtswissenschaften. Von 1945 bis 1947 studierte sie Rechtswissenschaften am Girton College und war damit die erste Afroamerikanerin, die an der Universität von Cambridge studierte. Zu dieser Zeit befreite der English Council of Legal Education Studenten aus der Karibik von einem Teil der englischen Anwaltsprüfung, wenn sie einen Abschluss an der juristischen Fakultät der Universität von Toronto erworben hatten. Sie wurde kurz danach in die Milton Temple Bar in London berufen. In Cambridge lernte sie den zukünftigen Ökonomen George Cumper kennen, den sie Ende der 1940er Jahre heiratete. Zusammen zogen sie zwei Töchter und einen Sohn auf.
Sie kehrte nach Jamaika zurück, wo sie 1948 als Rechtsanwältin zugelassen wurde. Sie half bei dem Aufbau der Rechtsabteilung der Universität der Westindischen Inseln (UWI) und trug zur Gründung des Familiengerichts von Jamaika bei. Sie war maßgeblich an der Modernisierung der Familiengerichte in Jamaika beteiligt, um sicherzustellen, dass außerhalb der Ehe geborene Kinder legitimiert werden, und verfasste Arbeiten zum Familienrecht in der Karibik und im Commonwealth of Nations. Als eine der ersten ansässigen Tutoren für das UWI unterrichtete sie auch Kurse in Recht und Sozialarbeit.
Ihre Tochter Patricia Cumper studierte ebenfalls am Girton College.

## Veröffentlichungen
- Family law in the Commonwealth Caribbean. Dept of Extra Mural Studies, University of the West Indies, 1979.
- Survey of Social Legislation in Jamaica. Institute of Social and Economic Research, University of the West Indies, 1972.
- mit J. Patrick Vaugham: Community health aides at the crossroads. World health forum, 1985, 6(4), S. 365–367.